# Grand comme le baobab
Pour plus de détails, voir Fiche technique et Distribution.
Grand comme le baobab est un film sénégalais réalisé par Jeremy Teicher, sorti en 2012.

## Synopsis
Coumba est la première fille à quitter son village isolé en Afrique, pour faire ses études dans une grande ville. Lorsque soudain survient un accident qui menace la survie de sa famille. Le père de Coumba décide alors d'imposer à Debo, sa petite sœur de 11 ans, un mariage forcé. Dans l'espoir d'un meilleur avenir, Coumba prépare un plan secret pour la sauver du sort qu'on lui impose.

## Fiche technique
- Titre : Grand comme le baobab
- Réalisation : Jeremy Teicher
- Scénario : Alexi Pappas et Jeremy Teicher
- Directeur de la photographie : Chris Collins
- Musique : Jay Wadley
- Montage : Sofi Marshall
- Genre : Film dramatique
- Durée : 82 minutes (1 h 22)
- Date de sortie : 2012

## Distribution[1]
- Alpha Dia : Sileye
- Cheikh Dia : Amady
- Mboural Dia : Mère
- Mouhamed Diallo : Père
- Dior Ka : Coumba
- Oumul Ka : Debo

## Nominations et sélections
- Festival international du film de Vancouver 2013